# Ксенофонтов, Александр Константинович
Алекса́ндр Константинович Ксенофо́нтов (укр. Олександр Костянтинович Ксенофонтов; род. 14 апреля 1968, Львов) — советский (до развала СССР) и украинский музыкальный продюсер. Менеджер, продюсер и муж певицы Русланы, соавтор её музыки и текстов. Заслуженный деятель искусств Украины (за победу Русланы на «Евровидении»).

## Биография
Родился 14 апреля в 1968 году во Львове . Учился на физическом факультете во Львовском университете, подрабатывал пением в хоре Львовского Оперного театра.
В 1989—1993 годах — фронтмен и вокалист львовской арт-рок группы «Клуб шанувальників чаю» или TFC («Клуб любителей чая» или «Tea Fan Club»). В составе группы был участником фестивалей «Интершанс» и «Червона рута-91», позже группа распалась. В 2009 году группа возродилась с новой песней «Give me a scream».
Он директор и владелец львовского рекламно-продюсерского агентства «Люксен», директор телерадиокомпании «Интерзапад».

## Личная жизнь
Женился на певице Руслане Лыжичко 28 декабря 1995 года.

## Клипы
- «Give me a scream» (Дай мне крик)